# Chiesa di San Rocco (Asola)
La chiesa di San Rocco è un edificio religioso di Asola, situato in via Ziacchi adiacente l'ala vecchia dell'ospedale. È dedicata ai santi Rocco e Sebastiano.

## Storia
Chiamata anche la chiesa dell'Ospedale, fu iniziata nel 1475 in un'area del vecchio castello e venne consacrata nel 1506.
Probabilmente distrutta durante l'Assedio del 1516, venne ricostruita nel 1539 a spese della comunità su progetto di Cristoforo Mantuano de Leno.
Gli affreschi interni furono eseguiti nel 1543 da Giovanni Antonio de Fedeli attenendosi ai disegni del De Leno stesso.
Dopo essere stata centro della vita religiosa di Asola nel periodo dell'interdizione della chiesa di Sant'Andrea, dopo la visita del Borromeo (1580) e con il venir meno nel tempo del culto dei santi protettori della peste, la piccola chiesa di San Rocco diventa oratorio privato dello Spedale civico.
In seguito, spogliata degli altari, fu usata come deposito di carbone e in parte come rimessa di carri funebri. A partire dal 1940 dopo attenti restauri ritrova la propria dignità con la riapertura al culto e come famedio: all'ingresso infatti è collocata una colonna in marmo sulla quale arde un minuscolo tripode a ricordo del sacrificio dei combattenti.
Resta tutt'oggi collegata attraverso un passaggio coperto (accesso dietro la parete absidale) alla vecchia ala dell'ospedale.

## Interno
L'interno è a navata unica con soffitto a botte e le pareti laterali sono scandite dai pilastri fra gli archi a tutto sesto.
Giovanni Antonio de Fedeli, residente ad Asola, fu l'autore incaricato nel 1543 degli affreschi della volta a botte (finti cassettoni inseriti in un complesso reticolo geometrico); delle cappelle laterali ad archi a tutto sesto, decorate a grottesche con medaglioni di profeti, cesari e re barbari, e soprattutto del Compianto del Cristo Morto, nella lunetta dell'abside sopra l'altare maggiore, direttamente ispirato all'affresco dipinto pochi anni prima dal Pordenone nel Duomo di Cremona.
Su una parete laterale una lapide ricorda i caduti per la Patria, mentre in controfacciata si osserva la grande iscrizione sotto il leone rampante dello stemma asolano e il profeta Ezechiele, che risale all'epoca del restauro operato dal mantovano A. Raffaldini con la collaborazione dell'asolano G.A. Margoni.
Il pavimento in palladiana viene sostituito all'originario nel 1959.